# Mayumi Ono
Mayumi Ono(小野 真弓 Ono Mayumi, nascută 12 martie 1981, în Nagareyama, Prefectura Chiba, Japonia) este o actriță, animatoare și model reprezentată de Sun Music Production. Ea a absolvit Jumonji Junior College.